# الأبواب والتراجم لصحيح البخاري
الأبواب والتراجم لصحيح البخاري هو كتاب من ثلاثة مجلدات كتبه محمد زكريا الكاندهلوي (المتوفى سنة 1402 هـ بالمدينة المنورة). وهو بمثابة تحليل وشرح للفصول والرواة الموجودين في صحيح البخاري، أحد أهم كتب الحديث. وهو نتيجة أربعة عقود من الجهود التي بذلها المؤلف. وهو كتاب جامع للنفائس العلمية، والمباحث اللطيفة، والتحقيقات العجيبة، لبيان أسرار الأبواب والتراجم للجامع الصحيح للإمام البخاري، بين فيه الربط بين الحديث الوارد في الباب والآثار الواردة في الأبواب وبين الترجمة.